# Steven Hilliard Stern
Steven Hilliard Stern (1 de novembro de 1937 - 27 de junho de 2018) foi um diretor de televisão e documentário canadense, produtor e roteirista.

## Biografia
Stern frequentou o Instituto de Tecnologia da Universidade Ryerson e serviu na infantaria canadense antes de inaugurar sua carreira de diretor. Ele começou sua carreira publicitária, escrevendo e dirigindo comerciais de rádio e TV, depois se mudou para Los Angeles na década de 1960, onde escreveu para o programa de variedades da ABC, The Hollywood Palace.
A maior parte da produção de Stern foi no campo de filmes feitos para a TV, nos Estados Unidos e no Canadá, com foco em questões femininas, suspense noir, ação/aventura e, ocasionalmente, esportes. Alguns créditos do filme podem aparecer como Steve Stern e Steven H. Stern, em vez do nome do meio completo.
Stern morreu em Encino, Califórnia, em 27 de junho de 2018, com 80 anos.

## Filmografia
- 1971: B.S. I Love You
- 1972: Lo B'Yom V'Lo B'Layla
- 1974: Harrad Summer
  - Também conhecido como Love All Summer (EUA: título do vídeo)
  - Também conhecido como Student Union
- 1975: I Wonder Who's Killing Her Now?
  - Também conhecido como Kill My Wife Please
- 1977: Escape from Bogen County
- 1978: The Ghost of Flight 401
- 1978: Doctors' Private Lives
- 1978: Getting Married
- 1979: Fast Friends
- 1979: Anatomy of a Seduction
- 1979: Young Love, First Love
- 1979: Running
  - Também conhecido como Le vainqueur (Canadá: título em francês)
- 1980: Portrait of an Escort
  - Também conhecido como Profissional Date (EUA)
- 1981: Miracle on Ice
- 1981: The Devil and Max Devlin
- 1981: A Small Killing
- 1982: The Ambush Murders
- 1982: Portrait of a Showgirl
- 1982: Not Just Another Affair
  - Também conhecido como Perfect Affair
- 1982: Forbidden Love
- 1982: Labirintos e Monstros
  - Também conhecido como Dungeons and Dragons (EUA: título da caixa de vídeo)
  - Também conhecido como Rona Jaffe's Mazes and Monsters
- 1983: Baby Sister
- 1983: Still the Beaver
- 1983: An Uncommon Love
- 1984: Draw!
- 1984: Getting Physical
- 1984: Obsessive Love
- 1985: The Undergrads (como Steven H. Stern)
- 1985: Murder in Space
- 1985: Hostage Flight
- 1986: The Park is Mine
- 1986: Young Again
- 1986: Many Happy Returns
- 1987: Not Quite Human (como Steven H. Stern)
- 1987: Rolling Vengeance
- 1988: Man Against the Mob
  - Também conhecido como Trouble in the City of Angels (EUA: título em vídeo)
- 1988: Weekend War
- 1988: Crossing the Mob
- 1989: Final Notice (como Steven H. Stern)
- 1990: Personais
- 1991: Money
- 1991: Love & Muder
- 1992: The Women of Windsor
- 1993: Morning Glory
- 1994: To Save the Children (como Steven Stern)
- 1995: Black Fox (como Steven H. Stern)
- 1995: Black Fox: The Price of Peace (como Steven H. Stern)
- 1995: The Silence of Adultery
  - Também conhecido como Laisse parler ton coeur (Canadá: título em França)
- 1995: Black Fox: Good Men and Bad (como Steven H. Stern)
- 1997: Breaking the Surface: The Greg Louganis Story
- 1998: City Dump: The Story of the 1951 CCNY Basketball Scandall (como Steve Stern, co-dirigido por George Roy)
- 2002: :03 from Gold (sem créditos)

## Séries de televisão
- 1976: Serpico (número desconhecido de episódios)
- 1976: Bonnie and McCloud (episódio de TV)
- 1976: McCloud (1 episódio)
- 1976: Who's Who in Neverland
- 1976-1977: Quincy M.E. (2 episódios)
  - Também conhecido como "Quincy" (Internacional: título informal em inglês)
- 1977: Dog and Cat (número desconhecido de episódios)
- 1977: Has Anybody Here Seen Quincy? (episódio de TV)
- 1977: Wipe-Out (episódio de TV)
- 1977: The Hardy Boys/Nancy Drew Mysteries (1 episódio)
  - Também conhecido como The Nancy Drew Mysteries (EUA: título curto)
- 1977: Half Life (1 episódio)
- 1977: Logan's Run (1 episódio)
- 1977: Deep Cover (episódio de TV)
- 1977: Hawaii Five-O (1 episódio)
  - Também conhecido como McGarrett (EUA: reprise o título)
- 1981: Jessica Novak (1 episódio)
- 1981: Closeup News (episódio de TV)
- 1998: Voices (episódio de TV)
- 1998: The Crow: Stairway to Heaven (1 episódio)
- 1999: The Dream Team

## Prêmios e indicações
- Em 1980, ele foi indicado ao Genie Award de "Melhor Roteiro Original" por Running